# São Vicente (farnost)
São Vicente je portugalská farnost na severu ostrova Madeira. Nachází se ve stejnojmenném okresu São Vicente. V roce 2011 zde žilo pouze 3 139 obyvatel, což je nejméně od roku 1864, kdy máme první údaje o počtu obyvatel.

## Geografie
Na severu vymezuje hranici farnosti São Vicente Atlantik, na západě sousedí s okresem Porto Moniz, na jihozápadě s okresy Calheta a Ponta do Sol, na jihu s okresy Ribeira Brava a Câmara de Lobos. Na východě sousedí s farnostmi Boaventura a Ponta Delgada, které leží ve stejném okresu jako São Vicente.